# 新橋駅前ビル
新橋駅前ビル（しんばしえきまえビル）は、東京都港区新橋の新橋駅汐留口前にある建築物である。

## 概要

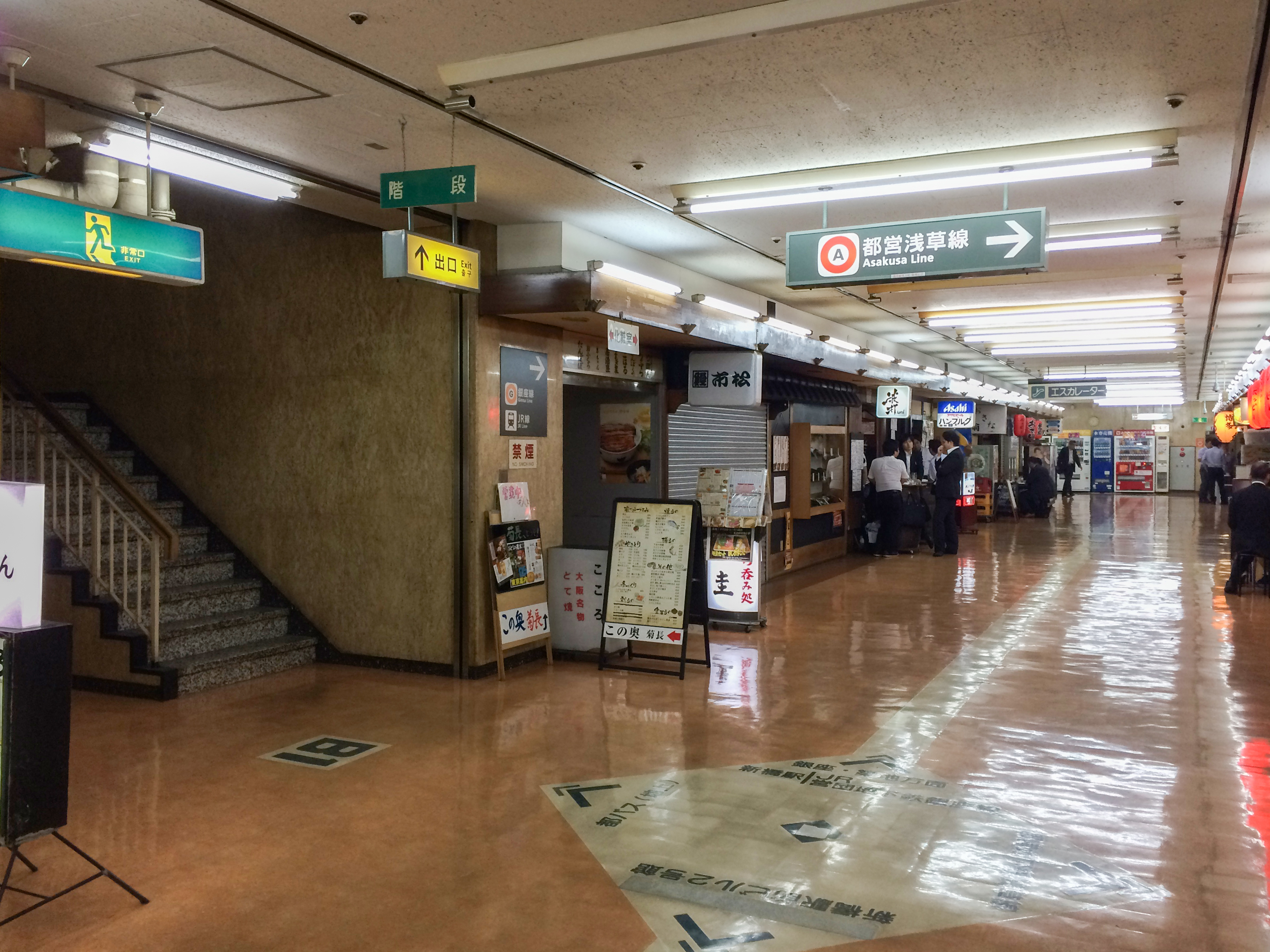
1号館の地下通路

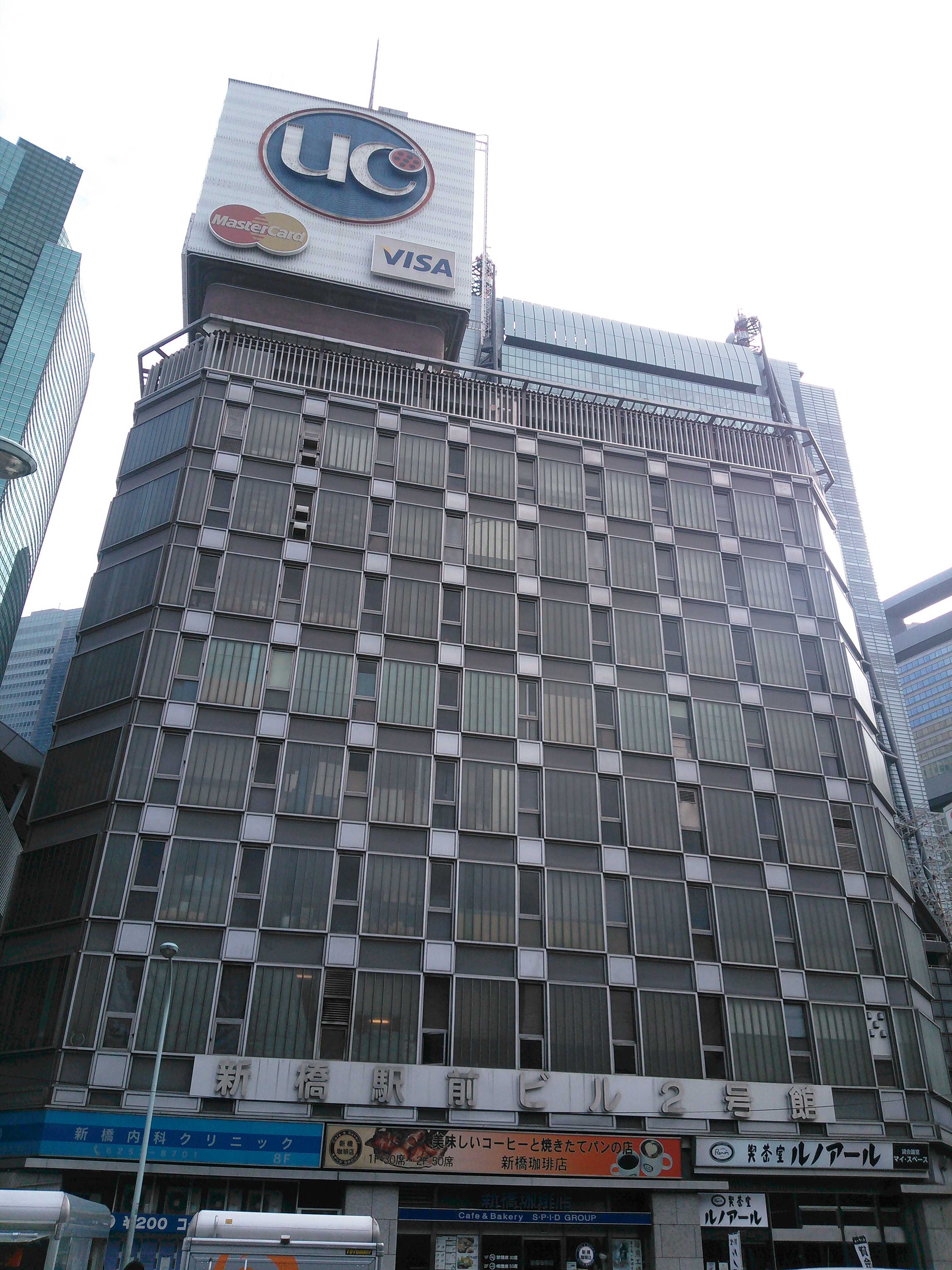
新橋駅前ビル2号館。塔屋にはUCカードのネオンサイン

JR新橋駅東側の駅前広場と国道15号（第一京浜）の間に位置し、都道とその上部のゆりかもめ新橋駅を挟んで北側の1号館と南側の2号館からなる。本ビル建設以前は「狸小路」と呼ばれる飲み屋街で、1964年東京オリンピック後に市街地改造事業が行われ1966年に竣工した。プロフィリットガラスと呼ばれる、縦に溝の入ったガラスの格子状の外観が特徴的である。この事業に合わせ、駅前広場の地下には京急新橋地下駐車場（2009年に株式会社京急ショッピングセンターに吸収合併）による「京急しんちか駐車場」が開設された。1号館塔屋には、竣工時に京浜急行のネオンサインが掲出された。
地下から地上2階にかけては店舗が入る。地権者の店舗のほか東京都による分譲も行われた。かつての狸小路の雰囲気が取り入れられ、飲食店が多く入居する。開業当初から営業する「ビーフン東」は池波正太郎がよく訪れた。この飲食店街は、新橋駅を挟んだ向かいにあるニュー新橋ビルとともに「サラリーマンのオアシス」として知られる。3階から9階にかけては事務所で、9階には地権者用の住居も設けられた。かつては日本ヘラルド映画のオフィスと試写室もビル内に所在した。過去には1962年から1977年まで常磐急行交通の長距離バスがビル付近から発着していた。
また、土地の由来を示す、狸広（たぬこう）という愛称の巨大タヌキのモニュメントが、ビルエントランスに置かれている。
新橋の都市風景のランドマークとして、たびたび映画やドラマに登場する。映画『ゴジラ』（1984年）では、田中健演じる主人公が勤務する新聞社屋として、映画『男はつらいよ 寅次郎の休日』（1990年・第43作）では、吉岡秀隆と後藤久美子が新幹線に乗り逃避行するシーンで、德永英明の挿入歌とともに流れる東京の景色として登場。映画『東京原発』（2004年）では、ビル外観がゆりかもめ駅とともにロケで使われている。2024年のドラマ『アンチヒーロー』は主人公たちの法律事務所が1号館にあるという設定で、ビル外観や屋上などがロケで使われている。

## 再開発計画
新橋駅前ビル管理組合を含む地権者は、2017年「新橋駅東口地区再開発協議会」を発足させた。この再開発計画は、第一京浜・外堀通り・新橋駅に囲まれた三角形の区域約1.9ヘクタールを対象とするもので、既存建物は2022年から解体し当初新橋駅開業150周年に合わせる計画だったが、新型コロナウイルスの影響や、西口再開発との歩調、ガイドプラン作成などで計画が遅れている。事業協力として大成建設、ダイビル、トヨタ不動産、主幹事として三井不動産、日建設計が参画し、港区や都、各鉄道会社との協議を行い、2025年2月26日に協議会の解散と準備組合の設立が行われた。